# Sklabinský Podzámok
Sklabinský Podzámok je obec na Slovensku v okrese Martin. Leží na úpatí Velké Fatry a žije v něm 180 obyvatel.

## Historie
První písemná zmínka o vesnici pochází z roku 1258.

## Přírodní poměry
Obec se nachází v nadmořské výšce 508 metrů a rozkládá se na ploše 27,146 km². Severovýchodně od vesnice leží přírodní rezervace Katova skála.

## Pamětihodnosti
- Nad západním okrajem vesnice stojí zřícena Sklabinského hradu ze 13. století.
- Pomník vypálení vesnice
- Dva partyzánské bunkry
- Pomník sovětských partyzánů